# Arild Midthun
Arild Midthun (né le 6 mai 1964 à Bergen) est un auteur de bande dessinée norvégien. 

## Biographie
Il débute en réalisant des histoires humoristiques et parodiques, notamment dans Norsk Mad et Pyton (1986-1995). Il dessine depuis 2004 des histoires de Donald Duck.

## Distinctions
- 1988 : Prix Sproing de la meilleure bande dessinée norvégienne pour Troll t. 1 (avec Terje Nordberg)
- 2014 : Prix Sproing de la meilleure bande dessinée norvégienne pour Kampen om jula (avec Tormod Løkling et Knut Nærum)